# Swiss Life Arena
Swiss Life Arena je víceúčelová sportovní aréna, která se nachází ve čtvrti Altstetten v Curychu. Byla vybudována 7 kilometrů západně od centra Curychu. Oficiálně byla otevřena v říjnu 2022.
V aréně hraje své domácí zápasy tým ZSC Lions (National League). Kapacita hlediště je pro hokej 12 000 diváků.

## Pozadí
Od sezóny 2022/2023 je Swiss Life Arena novým domovem A-týmu ZSC Lions, který zde odehraje každoročně 40 zápasů, ať v rámci švýcarské ligy nebo mezinárodních zápasů. V aréně hrají také své zápasy mládežnické týmy GCK/ZSC Lions.
Swiss Life Arena je zároveň multifunkčním prostorem pro pořádání akcí s moderní infrastrukturou. 

## Otevření
Lvi z Curychu odehráli v této aréně první zápas proti HC Fribourg-Gottéron 18. října 2022. Před vyprodaným hledištěm zvítězili lvi 2:1.
- Swiss Life Arena při stavbě v roce 2020
- Aréna těsně před otevřením (říjen 2022)
- Aréna při Mistrovství světa ve florbale 2022.